# Horsley Woodhouse
Horsley Woodhouse est une paroisse civile et un village du Derbyshire, en Angleterre.